# Colobochyla obliquata
Colobochyla obliquata là một loài bướm đêm trong họ Erebidae.